# Lida (roman)
Lida, originaltitel Misery, är en psykologisk skräckthriller-roman skriven av Stephen King och först utgiven på svenska av Viking Press den 8 juni 1987. Den gavs ut i svensk översättning 1988 och har ISBN 91-582-1178-0. Romanen bygger på förhållandet mellan de två huvudpersonerna - kärleksromanförfattaren Paul Sheldon och hans störda självutnämnda största beundrare Annie Wilkes. När Paul blir allvarligt skadad efter en bilolycka tar den före detta sjuksköterskan Annie med honom till sitt hem, där Paul får behandling och doser av smärtstillande medicin. Paul inser att han är en fånge och tvingas ge efter för sin fångvaktares nycker.
Romanens titel har två betydelser: det är det namn som bärs av den centrala hjältinnan i Pauls bokserie, och King beskrev ett sådant känslotillstånd under skrivandet av romanen. Han har uppgett att Annie är ett stand-in för kokain. King har beskrivit skapandet av Lida i sina memoarer och nämnt att bilden av Annie Wilkes kom till honom i en dröm. King planerade att boken skulle ges ut under pseudonymen Richard Bachman, men hans identitet avslöjades innan boken släpptes.
Lida vann det första Bram Stoker Award for Novel 1987 och nominerades till World Fantasy Award för bästa roman 1988. Kritiken av Lida var positiv - recensenterna berömde King för att han undvek fantasyelementen i sina tidigare verk och noterade romanens paralleller med Kings privatliv och studiet av förhållandet mellan kändisar och deras fans. Romanen, som tog fjärde plats på 1987 års bästsäljarlista, anpassades till en Oscarsbelönad film med Rob Reiner i regi av Rob Reiner 1990, och till en teaterföreställning med Laurie Metcalf och Bruce Willis i huvudrollerna 2015.

## Handling
Boken handlar om en galen kvinna som är fascinerad av en författare vid namn Paul Sheldon. En dag kör han i diket på snöiga vägar och hon tar hem honom till sitt ensligt belägna hus i skogen efter att ha brutit upp bildörren och dragit ut den svårt skadade Paul. Annie, som kvinnan heter, är fascinerad av Pauls romanserie om Lida Chastain, och beskriver sig som hans största fan. Hon börjar läsa hans nya manus till boken Snabba bilar, som han jobbat länge och väl med, men tycker inte om det. 
Paul, som knappt kan röra sig, blir snällt behandlad och hjälpt av Annie till att börja med, hon ger honom mat och mediciner. Men när hon läser Pauls nya (och sista) bok om Lida, och ser att Lida dör i slutet, blir hon arg, tvingar Paul att bränna sitt nya manus, och säger åt honom att skriva en uppföljare där huvudpersonen återupplivas. Paul börjar skriva boken, men när han börjar bli bättre och kan resa hem, blir hon förbannad och hugger av hans vänsterfot med en yxa. Allt blir som en kidnappning, och Annie gör det helt uppenbart att hon inte tänker låta Paul gå förrän hans nya bok blir klar. Lika tydligt börjar Paul förstå att hon är mentalt sjuk; hon avslöjar för Paul att hon har bevis för att han krupit omkring i hennes lägenhet. Dessa bevis utgörs av trådar som satts fast i lådor så att de lossnar när lådorna öppnas. Paul, som inte alls krupit omkring, försöker förklara att trådar kan lossna av sig själv, men Annie tror inte på honom. Om inte det var bevis nog ser han i en klippbok urklipp som antyder att Annie arbetat som sjuksköterska men dödat patienter, och att hennes exmakar är döda allihop.
En polis kommer till Annies hem för att undersöka om Annie vet något om vad som hänt den försvunne författaren Paul. Hon dödar polisen genom att köra över honom med en gräsklippare när han märker att Paul är kidnappad och fast i huset.
När Paul skrivit klart sin nya bok om Lida ber han Annie om en cigarett och en tändsticka för att fira med. Hon ger honom det, och han tar fram en bunt papper som han (lögnaktigt) påstår är hans nya bok. Han bränner den, och då Annie försöker rädda manuset slår Paul henne halvt medvetslös med sin skrivmaskin och hon faller blödande till golvet. En kamp uppstår mellan Annie och Paul och de brottas på golvet och slås för sina liv. Paul lyckas till slut med hjälp av ett tungt föremål slå ihjäl Annie men ligger själv ensam skadad på golvet i hennes hus.

## Bakgrund
En av Stephen Kings inspirationskällor till Lida var fansens reaktion på hans roman Drakens ögon från 1984. Många fans avvisade Drakens ögon eftersom det var en high fantasy bok med nästan inget av den skräck som ursprungligen gjorde hans rykte känt. Att Paul Sheldon kände sig kedjad till Lida-böckerna av sina fans var en metafor för att King kände sig kedjad till skräckromaner. En annan källa var Kings beroende av droger och alkohol och hans kamp för att bli nykter. Han sade: "Ta som exempel den psykotiska sjuksköterskan i Lida, som jag skrev när jag hade en så svår tid med drogerna. Jag visste vad jag skrev om. Det fanns aldrig någon tvekan. Annie var mitt drogproblem och hon var min största beundrare. Gud, hon ville aldrig lämna mig." När han vidare tog upp frågan om Paul Sheldons karaktär var baserad på honom själv, sa King att han på vissa sätt var det, men på det sätt där varje karaktär är en del av författaren på något sätt: "Det vore rimligt att fråga om Paul Sheldon i Lida är jag. Vissa delar av honom är det ... men jag tror att du kommer att upptäcka att om du fortsätter att skriva skönlitteratur så är varje karaktär du skapar delvis du själv".
King har också tillskrivit en dröm som han hade under en flygning till London och den situation och de karaktärer som utvecklades i Lida. Han noterade att han skrev idén på en cocktailservett från American Airlines när han vaknade för att vara säker på att komma ihåg den: "Hon talar allvarligt men får aldrig riktigt ögonkontakt. Hon är en stor kvinna och solid genomgående; hon är en frånvaro av hiatus. 'Jag försökte inte vara rolig på ett elakt sätt när jag gav min gris namnet Lida, nej, sir. Snälla, tro inte det. Nej, jag döpte henne i fläktkärlekens anda, som är den renaste kärlek som finns. Du borde känna dig smickrad.' ".
 

King och hans fru Tabitha King bodde på Brown's Hotel i London, där han skrev "sexton sidor i ett anteckningsblock"; conciergen lät honom arbeta vid ett skrivbord som en gång ägdes av Rudyard Kipling, som hade dött av en stroke när han använde det. King trodde att boken bara skulle vara på cirka 30 000 ord, men det slutade med att den blev nästan fyra gånger så lång, 370 sidor. Dess arbetsnamn var The Annie Wilkes Edition. När King diskuterade för- och nackdelar (mestadels nackdelar) med romaner med förplanering, nämnde han att han ursprungligen hade planerat att Annie skulle tvinga sin fånge att skriva en bok, som hon sedan skulle binda in i Pauls hud. När han kommenterade varför han valde att inte gå den vägen sa King:
... det skulle ha blivit en ganska bra berättelse (men inte en så bra roman; ingen tycker om att hålla på en kille under trehundra sidor för att sedan upptäcka att grisen åt upp honom mellan kapitel sexton och sjutton), men det var inte så det gick till slut. Paul Sheldon visade sig vara betydligt mer uppfinningsrik än vad jag först trodde, och hans ansträngningar att spela Scheherazade och rädda sitt liv gav mig en chans att säga några saker om skrivandets förlösande kraft som jag länge hade känt men aldrig formulerat. Annie visade sig också vara mer komplex än vad jag först hade föreställt mig, och det var väldigt roligt att skriva om henne ...

## Filmatiseringar

### Filmer
Romanen filmatiserades 1990, i regi av Rob Reiner och med manus av William Goldman. James Caan och Kathy Bates spelade huvudrollerna som Paul Sheldon och Annie Wilkes, med Lauren Bacall, Richard Farnsworth och Frances Sternhagen i biroller. Filmen var en kritisk och kommersiell framgång och fortsätter att rankas som en av de bästa Stephen King-adaptionerna. För sin roll som Annie Wilkes vann Kathy Bates 1991 en Oscar för bästa kvinnliga huvudroll - en av de få Oscarsvinsterna för en prestation inom skräckgenren och den första för en King-adaption - och blev en stor stjärna. I juni 2003 inkluderade American Film Institute Annie Wilkes, som spelades av Bates, i sin lista över "100 Heroes and Villains" och rankade henne som den 17:e mest ikoniska skurken (och den sjätte mest ikoniska kvinnliga skurken) i filmhistorien.
Regissören Balu Mahendra bearbetade romanen till en tamilsk film med titeln Julie Ganapathi 2003.

### Televison
En version av Annie Wilkes, porträtterad av Lizzy Caplan, är huvudpersonen i den andra säsongen av Castle Rock. Säsongsfinalen avslutas med att Annie deltar i en boksignering för en Lida-roman av Paul Sheldon.